# 홍제고가도로
홍제고가도로(弘濟高架道路)는 서울특별시 서대문구 홍은동 98번지부터 301번지까지를 잇는 375m 길이의 고가 차도였다.
1977년 4월 30일에 개통되었다. 하지만, 2000년대에 들어서 고가 주변의 슬럼화로 인해 지역경관을 해친다는 의견과 중앙버스전용차로 단절 및 교통흐름 방해의 주범이 되어서, 2012년에 홍제고가를 철거하기로 결정하였다.
2012년 1월 27일부터 철거를 시작했으며, 2월 2일부터 차량통행이 전면 통제되었다. 철거 개시 후 한달 만인 2월 20일에 완전 철거되었다. 홍제고가도로 철거 이후에 그 자리에 중앙버스전용차로가 신설되었다.

## 같이 보기
- 아현고가도로
- 청계고가도로
- 약수고가도로
- 노량진고가도로

## 참고
1. ↑  '교통 정체 주범' 홍제고가 철거 YTN, 2012.1.25
2. ↑  서울 홍제고가도로 35년 만에 철거 MBN, 2012.1.25